# Andrew Price Morgan
Andrew Price Morgan (* 27. Oktober 1836 in Centerville bei Dayton, Ohio; † 1907) war ein US-amerikanischer Botaniker und Mykologe. Sein offizielles botanisches Autorenkürzel lautet „Morgan“.

## Leben und Wirken
Morgan arbeitete als Lehrer in Dayton. 
Er untersuchte die Botanik des Miami River und veröffentlichte die „Flora of the Miami River, Ohio“. Doch sein besonderes Interesse galt der Mykologie. Er war der Mentor von Curtis Gates Lloyd, der ebenfalls ein bekannter Botaniker und Mykologe wurde. Sein Briefwechsel mit Lloyd wird im „Lloyd Library and Museum“ in Cincinnati aufbewahrt.
Nach Morgan wurden eine Reihe von Pilzen benannt, darunter:
- Boletus morgani Peck
- Polyporus morgani Frost
- Lepiota morgani („Poisonous parasol“)
- Russula morgani
- Cantharellus morgani Peck
- Hypoxylon morgani Ellis & Everh.

Nach seiner Frau benannte er den Pilz Hygrophorus laurae – heute: Limacium laurae (Morgan) Singer.